# ヒューロニアン氷期
ヒューロニアン氷期（ヒューロニアンひょうき、Huronian glaciation）は、24億年前のシデリアンから21億年前のリィアキアンまでの古原生代に起こった氷期。スノーボールアースに近い、きわめて深刻な氷期だったと考えられている。マクガニン氷期（Makganyene glaciation）とも呼ばれる。

## 原因と影響
現在考えられているシナリオは以下のようなものである。
ヒューロニアン氷期以前、生物のほとんどは嫌気性（英: anaerobic）であったが、この時代に光合成を行うシアノバクテリアに進化し、無尽蔵の太陽光をエネルギーに酸素を「廃棄物」として大量に発生させた。この酸素は金属イオンを酸化し、特に大量の金属鉄を酸化鉄として沈殿させ現在地表で見られる縞状鉄鉱層を形成した。海中では酸素に対して抵抗性を持たない生物を分解して消費した。なおもシアノバクテリアは成長し、海水中の酸素の消費源は飽和したと見られる。
やがて大気中においてもメタンや二酸化炭素を消費して、それまでは微量成分だった酸素は窒素とともに大気の主要成分になるという環境の大きな変化がおきた。これは大酸化イベントと呼ばれる。このことが温室効果の減少による気温の急激な低下を招いて氷期に至ったとされる。
この氷期は地球で最初のスノーボールアースを仮定するほどの深刻な氷期で、嫌気性生物に加えて、シアノバクテリアを含む（単細胞生物相の）大量絶滅が起きたと推定されている。